# Aurelio Martínez (futbolista)
Aurelio Martínez (Asunción, 22 de agosto de 1942) es un exfutbolista paraguayo. Desarrolló su carrera en clubes de su país y en Perú. Formó parte de la selección de fútbol de Paraguay.

## Trayectoria
Llegó a Guaraní en 1958, con unos dirigentes que lo captaron por un torneo escolar, cuando aún ejercía como estudiante.
En la temporada de 1960 debutó en Primera División de Paraguay como profesional, mostrando buenos dotes de atacante y buena resistencia física.
Durante su primer paso de Guaraní, en 1966, dejó el "rojo" para fichar por el Nacional de Asunción de su país en calidad de cedido, con el fin de conseguir más continuidad, donde al final terminó destacando y convirtiéndose en uno de los mejores delanteros de la liga paraguaya. Lo que le valió ser reclutado nuevamente por Guaraní, quienes pidieron su regreso apenas acabó el torneo.
Finalmente, en 1972, decidió emigrar a Perú, firmando para el Alianza Lima por una temporada, junto con su compatriota Vicente Cabral, donde jugó solo 1 temporada, sin embargo tuvo un paso desapercibido, actuando en solo 2 partidos por el campeonato nacional y en 1 amistoso.
Luego se regresó de nuevo a Paraguay, en 1973, para retirarse en el mismo Guaraní donde había surgido.
En total por su paso en Guaraní, disputó 24 partidos internacionales, anotando 7 goles por Copa Libertadores y ganando 3 títulos nacionales. 

## Selección nacional
Rodríguez jugó 10 partidos internacionales para Paraguay entre 1965 y 1969. Su primer juego fue Paraguay ante Ecuador. Anotó 2 goles con la casaca albirroja y participó en el Campeonato Sudamericano de 1967. 

### Participaciones con la selección argentina
| Torneo            | Sede         | Resultado     | Partidos | Goles |
| ----------------- | ------------ | ------------- | -------- | ----- |
| Eliminatoria 1966 | Ida y vuelta | Eliminado     | 1        | 0     |
| Copa América 1967 | Uruguay      | Cuarto puesto | 2        | 0     |
| Eliminatoria 1970 | Ida y vuelta | Eliminado     | 4        | 1     |

## Clubes
| Club         | País     | Año         |
| ------------ | -------- | ----------- |
| Guaraní      | Paraguay | 1960 - 1965 |
| Nacional     | Paraguay | 1966        |
| Guaraní      | Paraguay | 1967 - 1971 |
| Alianza Lima | Perú     | 1972        |
| Guaraní      | Paraguay | 1973        |

## Palmarés

### Torneos nacionales
| Título           | Club    | País     | Año  |
| ---------------- | ------- | -------- | ---- |
| Primera División | Guaraní | Paraguay | 1964 |
| Primera División | Guaraní | Paraguay | 1967 |
| Primera División | Guaraní | Paraguay | 1969 |